# 手取川流域の珪化木産地

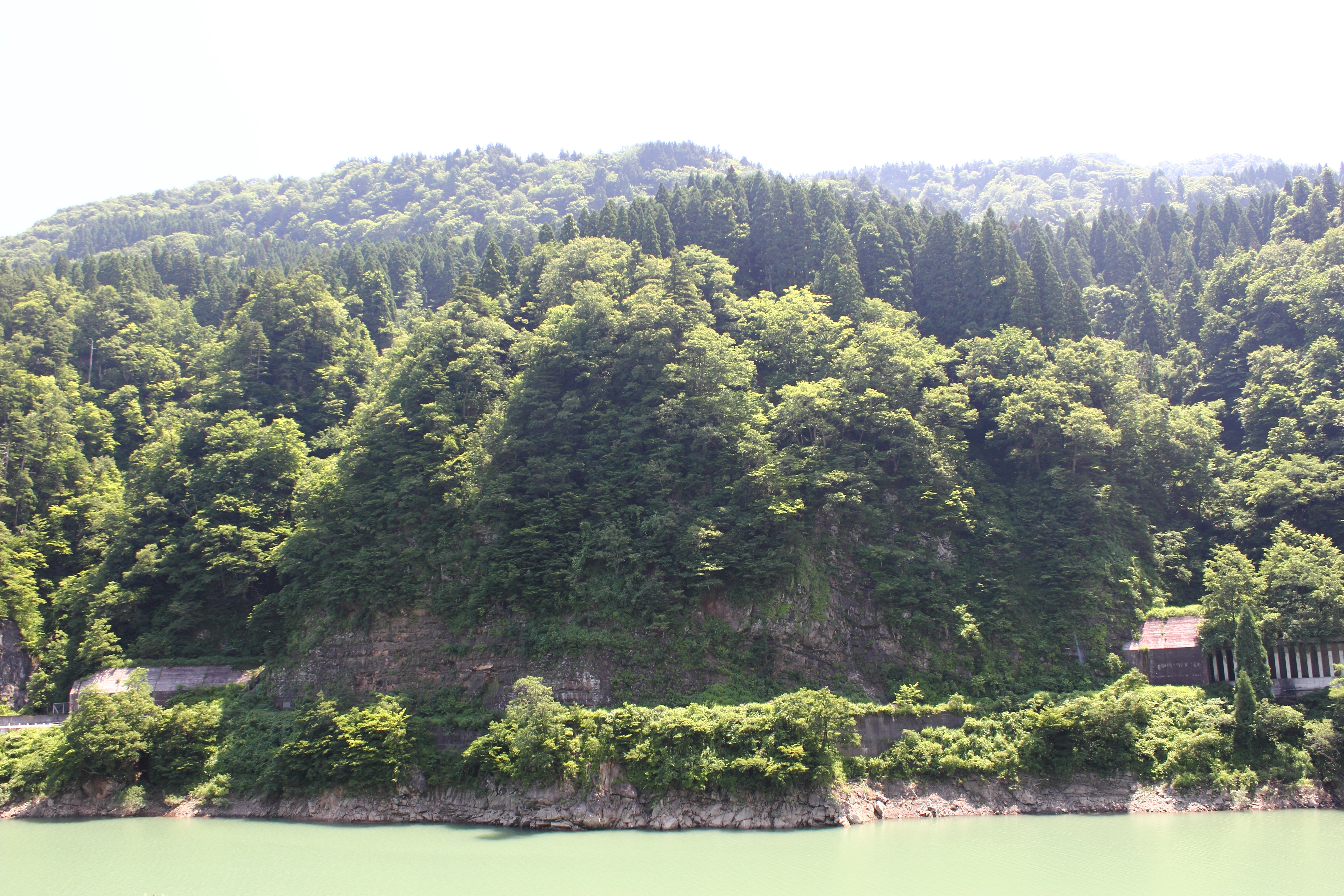
桑島化石壁

手取川流域の珪化木産地（てどりがわりゅういきのけいかぼくさんち）とは、石川県白山市白峰地区（旧白峰村）にある国指定の天然記念物である。県指定の天然記念物「桑島化石壁産出化石」はその一部。

## 概要と歴史
中生代前期白亜紀の代表的な地層である。化石壁周辺は、江戸時代から地域住民には「木の葉の模様のついた石」や「爪の形の模様のついた石」が落ちているとして知られていた。子どもたちは木の葉石を拾ったり、爪石に自分の爪を当てて合わせたりして遊んでいた。爪石とは二枚貝類の貝殻化石密集層の転石のことで、殻の断面形状が爪を押し当てた痕に似ていることから、そう呼ばれていたと思われる。殻の成分が雨水等で溶け出したものは、まさに爪痕のように見える。
1874年にドイツ人学者のヨハネス・ユストゥス・ラインがこの地で十数個の植物の化石を拾い、それがジュラ紀中期ごろのものと判明、ナウマンの弟子小藤文次郎が手取川流域の地質調査を行い、1880年に報告書が発表された。これは日本初の日本語で書かれた地質調査の報告書である。
1889年～94年に横山又二郎による調査が行われ、横山は手取川流域を含む加賀・越前の中生層を「手取統（てどりとう）」と命名した。
1957年、日本最古の珪化木産地として、国の天然記念物の指定を受ける。
1986年、当時日本最古と言われた恐竜（メガロサウルス科の近縁種）の歯の化石が発見された。

## 桑島化石壁から産出した主な化石

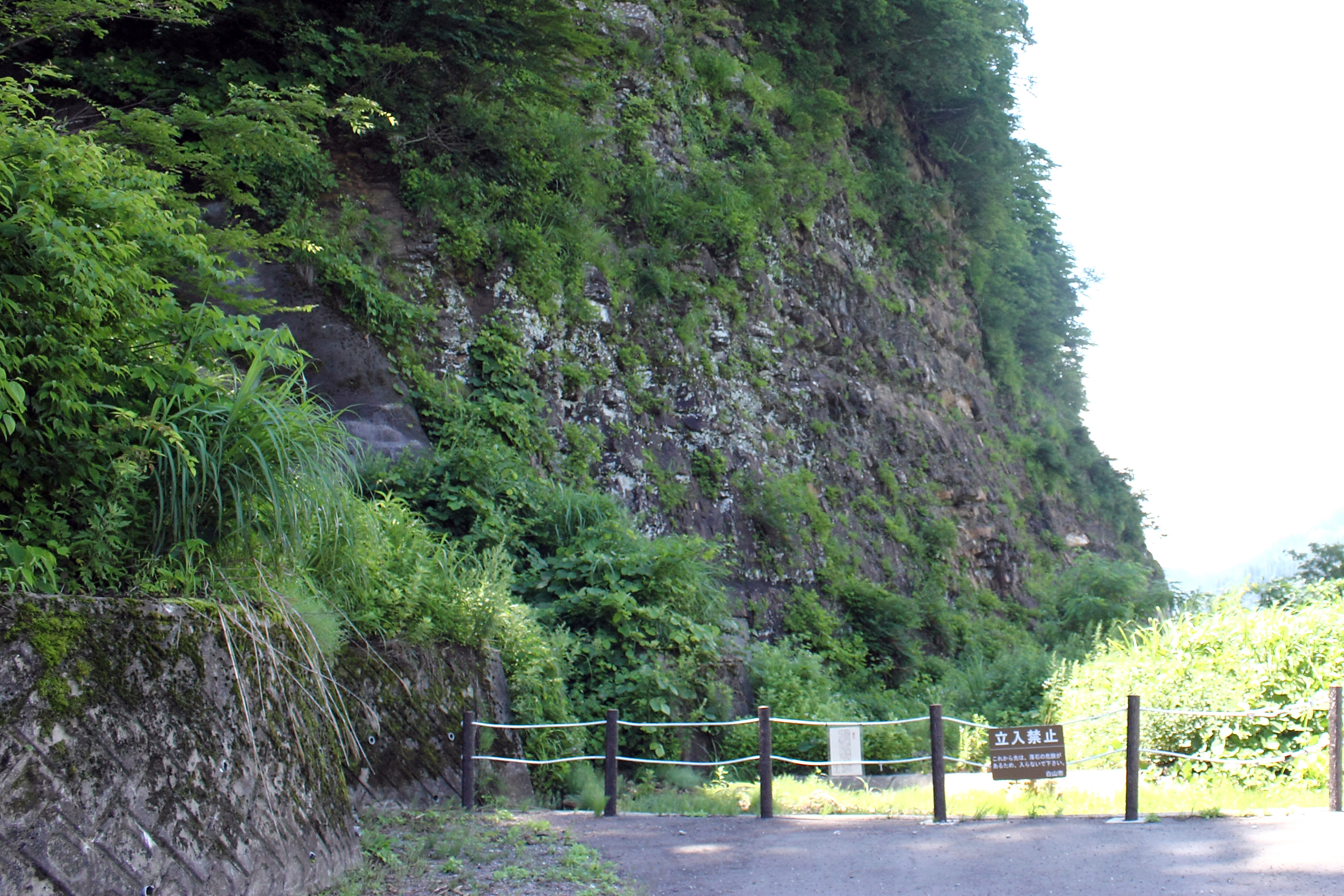
展望所より

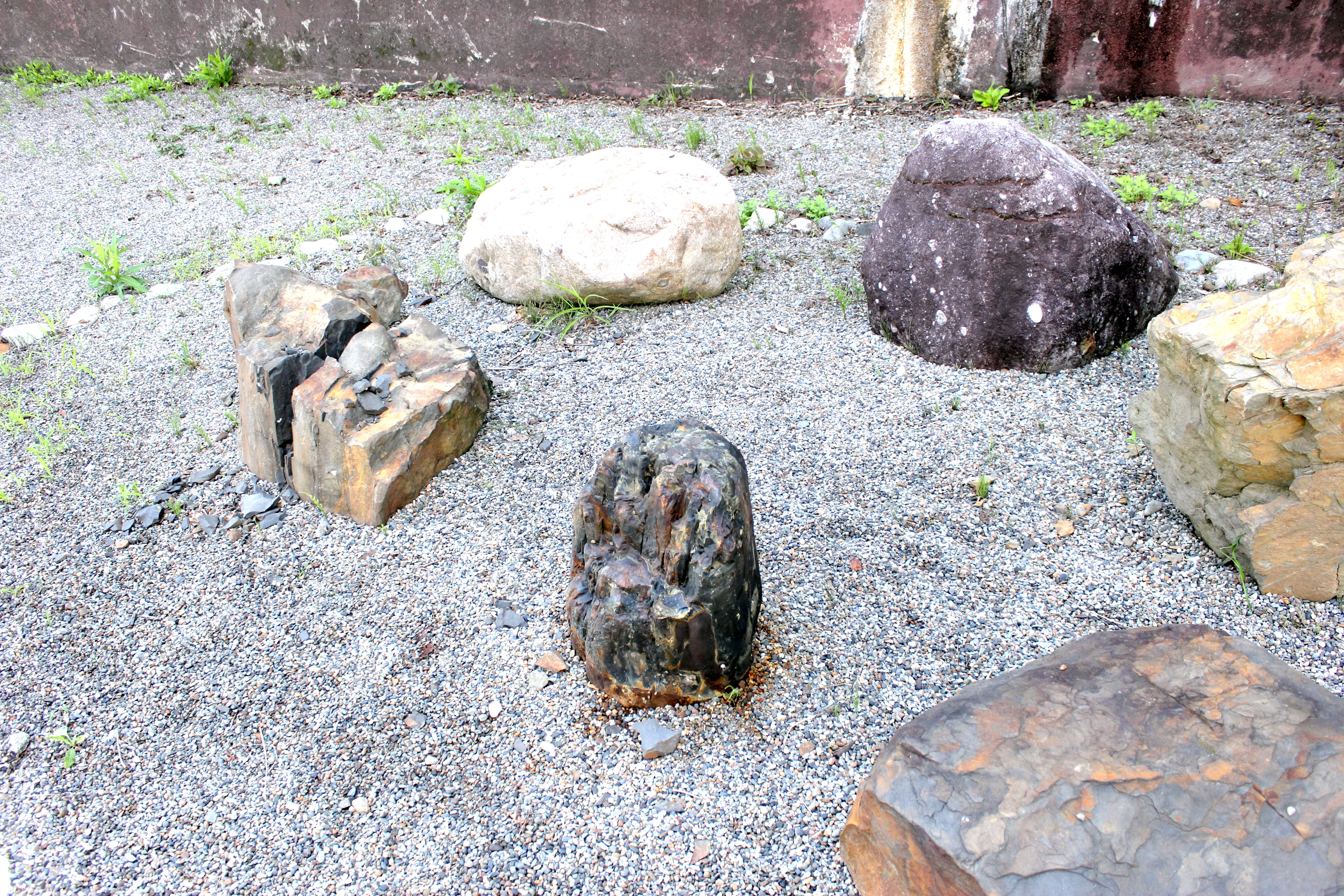
展望所に設置の化石サンプル

### 植物化石
- オニキオプシス・エロンガータ Onichiopsis elongata - タカワラビ科（en）のシダの一種
- ビリシア・オニキオイデス Birisia onychioides - シダの一種
- ゼノキシロン・ラティポロサム Xenoxylon latiporosum  - 針葉樹の一種
- ポドザミテス・ランセオラートゥス Podozamites lanceolatus  - 針葉樹の一種
- ポドザミテス・ライニイ Podozamites reini  - 針葉樹の一種
- ギンゴイディウム・ナトールスティ Ginkgoidium nathorsti - イチョウ類の一種

### 動物化石
- アルバロフォサウルス・ヤマグチオロウム Albalophosaurus yamaguchiorum - 鳥盤目角脚類の恐竜[1]
- カガナイアス・ハクサンエンシス Kaganaias hakusanensis - 世界最古のドリコサウルス類。ドリコサウルス類として初めて淡水域に堆積した地層から見つかった。[2]
- クワジマーラ・カガエンシス Kuwajimalla kagaensis - 2001年に発見され、2008年に新属新種と認定された、世界最古の植物食トカゲ。[3]
- クロユリエラ・ミキコイ Kuroyuriella mikikoi - 系統不明のトカゲ[4]
- アサガオラケルタ・トリカスピデンス Asagaolacerta tricuspidens - テユー科に近縁なトカゲ[4]
- シラーペトン・イサジイ Shirerpeton isajii - アルバネルペトン科の両生類。[5]
- ハクサノドン・アルカエウス Hakusanodon archaeus - 中生代のほ乳類（三錐歯目）の一種。[6]
- ハクサノバータル・マツオイ Hakusanobaatar　matsuoi - 多丘歯目のほ乳類。[7]
- テドリバータル・ライニ Tedoribaatar reini - 多丘歯目のほ乳類。[7]
- モンチリクタス・クワジマエンシス Montirictus kuwajimaensis - 白亜紀まで生き残った最後のトリティロドン類[8]
- テトリイクチス・クワジマエンシス Tetoriichthys kuwajimaensis - 世界最古のアロワナ類[9]
- シナミア・ククリヒメ Sinamia kukurihime - アミア目の魚類[10]
- テトリプパ・コスタータ Tetoripupa costata - サナギガイ類の巻貝の一種。1億3千万年前の化石としては世界2例目、新種として発表された中では世界最古。[11]
- ザプティチウス・クワジマエンシス Zaptychius kuwajimaensis - 現生オカミミガイ類の近縁種。[11]
- アプレクサ・カセキカベ Aplexa kasekikabe - サカマキガイの一種。[11]